# Зара Мохамади
Зара Мохамади (курд. زارا محەممەدی, енгл. Zara Mohammadi; рођена 1990), позната и као Захра Мохамади (енгл. Zahra Mohammadi), курдска је активисткиња и наставница језика.

## Биографија
Рођена је 1990. године у Дехголану. Би-Би-Си је именовао једном од сто инспиративних и утицајних жена 2022.
Осуђена је на пет година у женском затвору Санандаџ због подучавања људи свом матерњем језику. Револуционарни суд Санандаџа ју је оптужио да подрива националну безбедност Ирана формирањем група и одбора који угрожавају националну безбедност. Иако је осуђена на пет година затвора, 10. фебруара 2023. је ослобођена без захтева за амнестију. Након пуштања на слободу објавила је видео на свом Инстаграм налогу у ком је изјавила „Ни ја ни мој адвокат нисмо потписали никакав захтев за амнестију и никада то нећу учинити!”.
Члан је управног одбора Културног и друштвеног савета Ножин.